# Kenya D. Williamson
Kenya D. Williamson é uma atriz, roteirista e escritora estadunidense. Suas obras de ficção incluem  Depth of Focus: A Novel, Checked Out e Drive. Ela muitas vezes postas suas mensagens em suas obras em andamento no Scribd . Seus destaques incluem papéis em House MD , Yes, Dear, Commuters e The Girls Room.

## Biografia
Williamson graduou na Neshaminy High School em Langhorne na Pennsylvania e foi premiado com uma bolsa para a Temple University , na Filadélfia, onde estudou teatro e jornalismo. Atualmente, ela escreve contos, romances e roteiros. Ela apareceu em dezenas de comerciais, incluindo Comcast, Lowe's, Honda, Tylenol e Taco Bell.
Williamson escreveu e co-estrelou a série de web "Ernie's Girls". Ela dublou o personagem Lorrin aos nove anos de idade para o projeto de animação Health Nuts Media's . Ela foi selecionada como um semi-finalista para o Projeto de Cinema Independente: Envolver na Primavera de 2008 e foi erroneamente creditado como Quênia Williams em 1998 em The Players Club. Ela começou a tocar violino aos 8 anos.
- House MD (2005) - Enfermeira
- Commuters (2005) - Byanca Johnson
- Target (2004) - Miss Demmings
- Yes, Dear (2003) - Wendy
- Mister Sterling (2003) - Executive Assistant
- The Girls' Room (2000) - Zoe
- Red Handed (1999) -  Paramedic
- Saved by the Bell: The New Class (1998) - Amanda
- The Players Club (1998) - Student
- Working (1997)
- Living Single (1997)
- One Eight Seven (1997)